# Siquijor
Siquijor é um província de  quinta classe de renda da província (d) na região Negros Island Region, nas Filipinas. De acordo com o censo de 1 de maio  de  2020 possui uma população de 103 395 pessoas e 22 634 domicílios.
A sua capital é Siquijor (município).

## Subdivisões
Municípios
- Enrique Villanueva
- Larena
- Lazi
- Maria
- San Juan
- Siquijor